# Hiéra
Dans la mythologie grecque, Hiéra est l'épouse de Télèphe, le fondateur mythique de la cité de Pergame. Elle est représentée sur une frise à l'intérieur du Grand autel de Pergame. Elle eut deux fils de Télèphe : Tarchon et Tyrsenus.
Durant la guerre de Troie, les Grecs attaquèrent Pergame, soit parce qu'ils l'ont confondue avec Troie, soit parce qu'une alliance existait entre Troie et Pergame. Les Amazones mysiennes dont Hiéra était le chef, s'associèrent à la défense de Pergame pour repousser l'attaque des Grecs. Durant les combats, Hiéra fut tuée par le guerrier grec Nirée. Télèphe fut si accablé de douleur qu'il demanda une trêve afin de pouvoir procéder aux funérailles de Hiéra. Lors de la reprise de la bataille, il repoussa les envahisseurs.
Hiéra a donné son nom à la ville de Hiérapolis (actuelle Pamukkale en Turquie).

## Art contemporain
En 1979, l'artiste féministe américaine Judy Chicago réalise une œuvre intitulée The Dinner Party (Le Dîner festif), aujourd'hui exposée au Brooklyn Museum, où elle inclut l'héroïne Hiéra parmi les 1 038 femmes qu'elle y représente. L'œuvre se présente sous la forme d'une table triangulaire de 39 convives (13 par côté), chaque convive étant une femme, figure historique ou mythique. Les noms des 999 autres femmes figurent sur le socle de l'œuvre. Le nom de Hiéra figure sur le socle : elle y est associée aux Amazones, septième convive de l'aile I de la table.

## Note
- (en) Cet article est partiellement ou en totalité issu de l’article de Wikipédia en anglais intitulé « Hiera (mythology) » (voir la liste des auteurs).